# Aphrodita australis
Aphrodita australis is een borstelworm uit de familie Aphroditidae. Het lichaam van de worm bestaat uit een kop, een cilindrisch, gesegmenteerd lichaam en een staartstukje. De kop bestaat uit een prostomium (gedeelte voor de mondopening) en een peristomium (gedeelte rond de mond) en draagt gepaarde aanhangsels (palpen, antennen en cirri).
Aphrodita australis werd in 1865 voor het eerst wetenschappelijk beschreven door Baird.

## Trivia
De Aphrodita australis is het eerste diertje (van de 415 diersoorten) dat beschreven is in het Red Data Book of the Russian Federation.